# GIE Intra
Le GIE Intra (Intra pour « INTervention Robotique sur Accidents ») est un groupement d'intérêt économique créé en 1988 par EDF, le CEA et la Cogema (maintenant Areva) dans le but de pouvoir envoyer des engins mécaniques en zone contaminée en cas d'accident nucléaire. Ces engins sont soit filoguidés, soit télécommandés.
Les locaux du GIE sont partiellement situés sur le site de la centrale nucléaire de Chinon. Un déménagement est en cours vers la zone du Belliparc située sur la commune d'Avoine. Le déménagement se déroule sur les années 2020 et 2021 .
Lors du séisme de 2011 au Japon, Intra a proposé d'envoyer du matériel sur le site de la centrale nucléaire de Fukushima , mais cet envoi a été refusé. Les engins du GIE Intra sont dépendant de contraintes d'utilisation, telles que la commande à distance, et le repérage à l'avance du terrain d'intervention, qui peuvent rendre leur utilisation inappropriée lors d'un accident nucléaire imprévu.